# Kostel svatého Vavřince (Zacharzowice)
Kostel svatého Vavřince (polsky: Kościół św. Wawrzyńca) je historický římskokatolický dřevěný kostel ve vesnici Zacharzowicích, gmina Wielowieś, okres Gliwice, Slezské vojvodství a náleží k děkanátu Toszek, diecéze gliwická, je filiálním kostelem farnosti Všech svatých v Sierotech. Kostel se nachází uprostřed vesnice a je obklopen funkčním hřbitovem.
Dřevěný kostel je v seznamu kulturních památek Polska pod číslem A/281/60 z 7. března 1960 a je součástí Stezky dřevěné architektury v Slezském vojvodství.

## Historie
První zmínky o Zacharzowicích jsou z roku 1305, o kostele z roku 1447. Kostel byl postaven na přelomu šedesátých a sedmdesátých let 16. století protestanty. V roce 2008 byl proveden dendrochronologický průzkum, z něhož vyplývá, že stromy na výstavbu kostela byly pokáceny v období 1566–1569. Je možné, že stavba byla zahájena na jaře v roce 1570 a dokončena na konci roku 1570, kdy je datováno kácení stromů na krovy. V tomto období je také zmiňován evangelický pastor Petrus Vulpes, kterému je připisována iniciativa postavení kostela. V roce 1629 byl kostel v rámci rekatolizace předán katolíkům spolu s kostelem v Sierotach a stal se kostelem filiálním. Kolem roku 1675 byla ke kostelu dostavěna věž. Kostel byl často opravován, mimo jiné v roce 1687, 1795, 1804, 1824–1827, 1845, 1896–1898, 1909, 1956 i 2011–2012 (oprava věže a kostela).

## Architektura
Jednolodní orientovaná dřevěná stavba roubené konstrukce, bedněna šindelem. K výstavbě bylo použito dřevo dubové (základ stavby a věže, první a druhé patro věže), jedlové (stěny lodi, kněžiště, krovy a třetí patro věže) a smrkové (stěny lodi, kněžiště, sakristie a krovy) a borovicové (střecha věže a krovy). Loď má obdélníkový půdorys zakončená nižším protáhlým kněžištěm s trojbokým zakončením. Na severní straně kněžiště se nachází sakristie. Na západní straně lodi je hudební chór podepřen dvěma zdobenými sloupy s balustrádou z vyřezávaných desek. V západní ose lodi je přisazena věž s čtvercovým půdorysem nahoru zužujícím se profilem. Věž má jehlanovou střechu, ve zvonovém patře zavěšen malý zvon. Loď má sedlovou střechu a kněžiště sedlovou zakončenou koutovou střechou. Střechy jsou kryté šindelem. Kolem kostela jsou otevřené soboty. Bednění stěn šindelem je nad sobotami, kdežto pod sobotami jsou trámy nekryté.

## Interiér
V lodi je plochý strop. Původní polychromie byly zamalovány v 18. století, současné pocházejí z roku 1960. Hlavní oltář je novobarokní z roku 1897 s obrazem sv. Vavřince. Boční oltář na evangelijní straně, pochází z kláštera v Jemielnici, je z období před rokem 1720 se dvěma obrazy sv. Šimona se sv. Judou Tadeášem a sv. Kryštofa. Boční oltář na epištolní straně z roku 1720 obsahuje kopii triptychu z roku 1510 se sv. Anny Samotřetí (uprostřed), na averzu obrazy sv. Marie Magdaleny a sv. Hedviky, na reverzu sv. Vavřinec a předěl je zdoben Zvěstováním (originály byly ukradeny v roce 1997). V kostele se nachází barokní ambona z roku 1687.

## Galerie

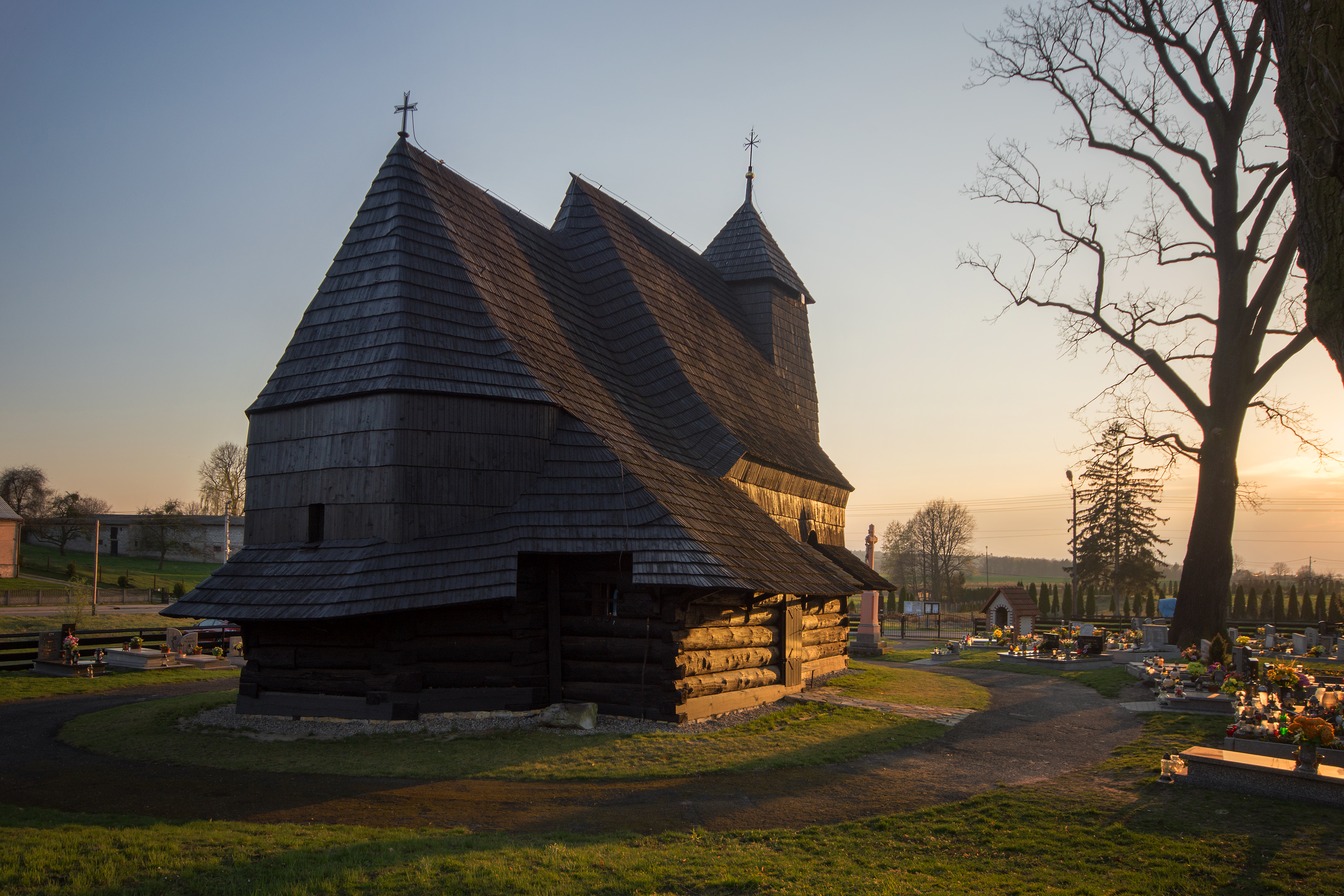
Kostel v roce 2017
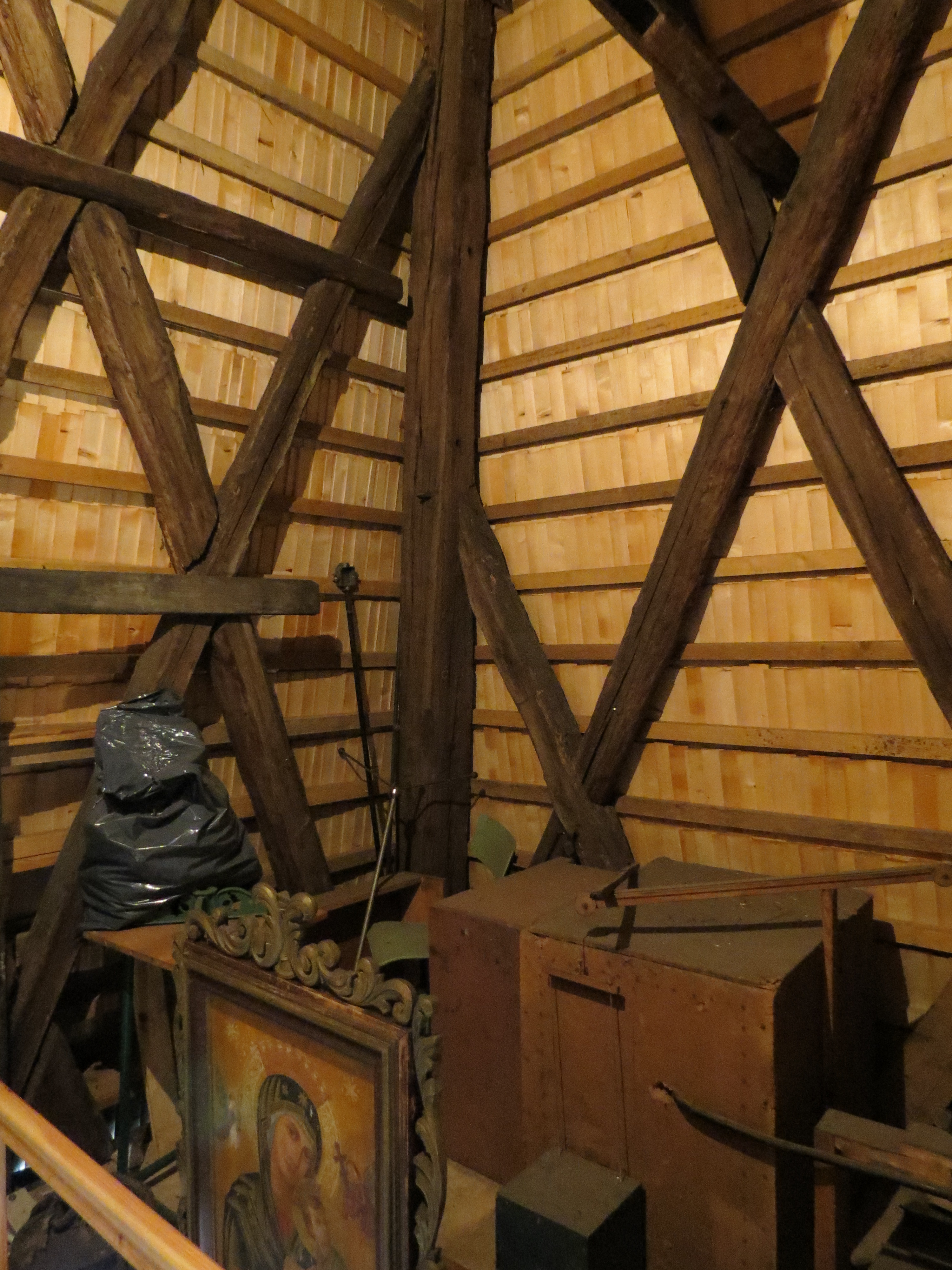
Vnitřek věže
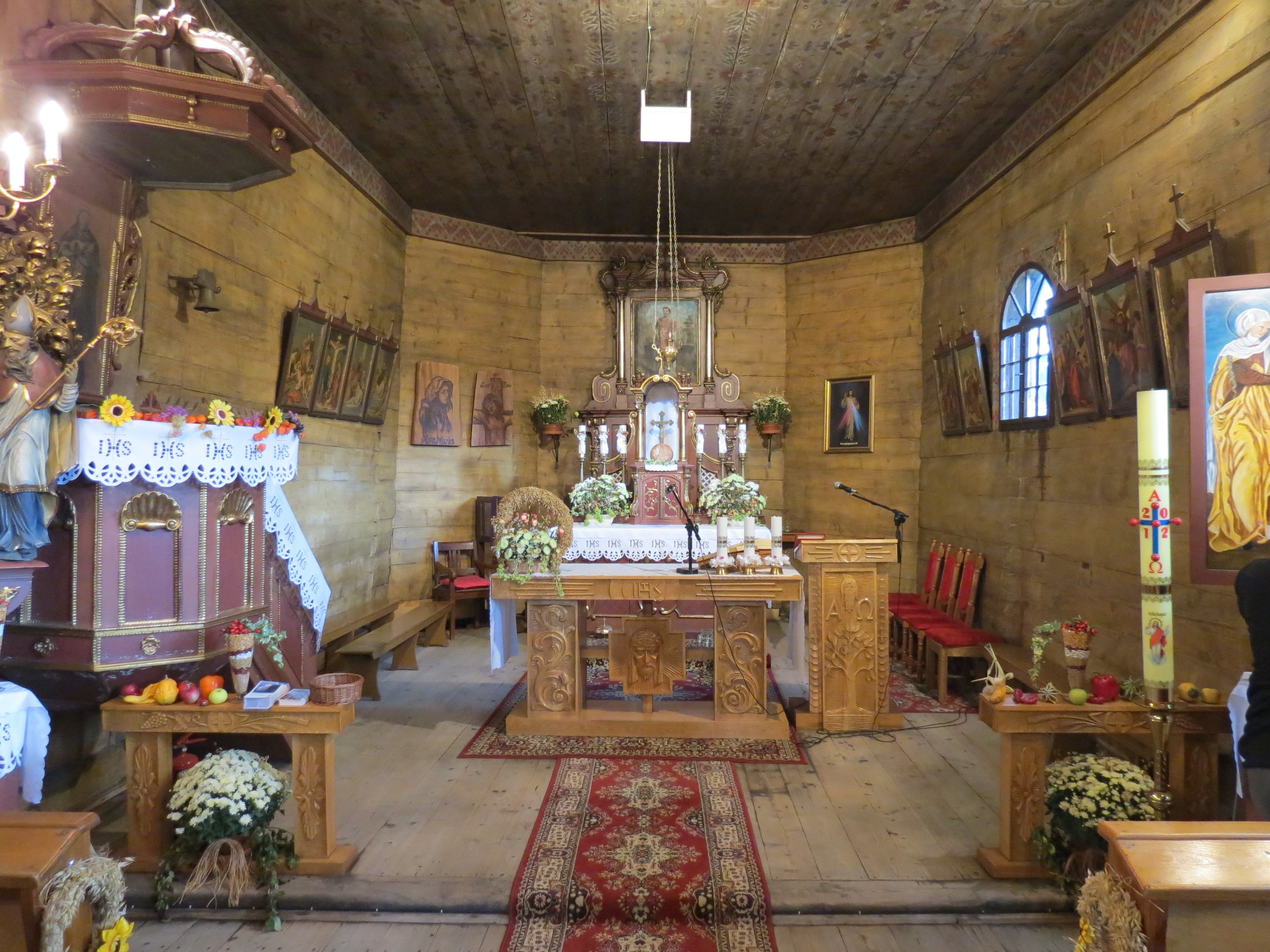
Kněžiště a hlavní oltář
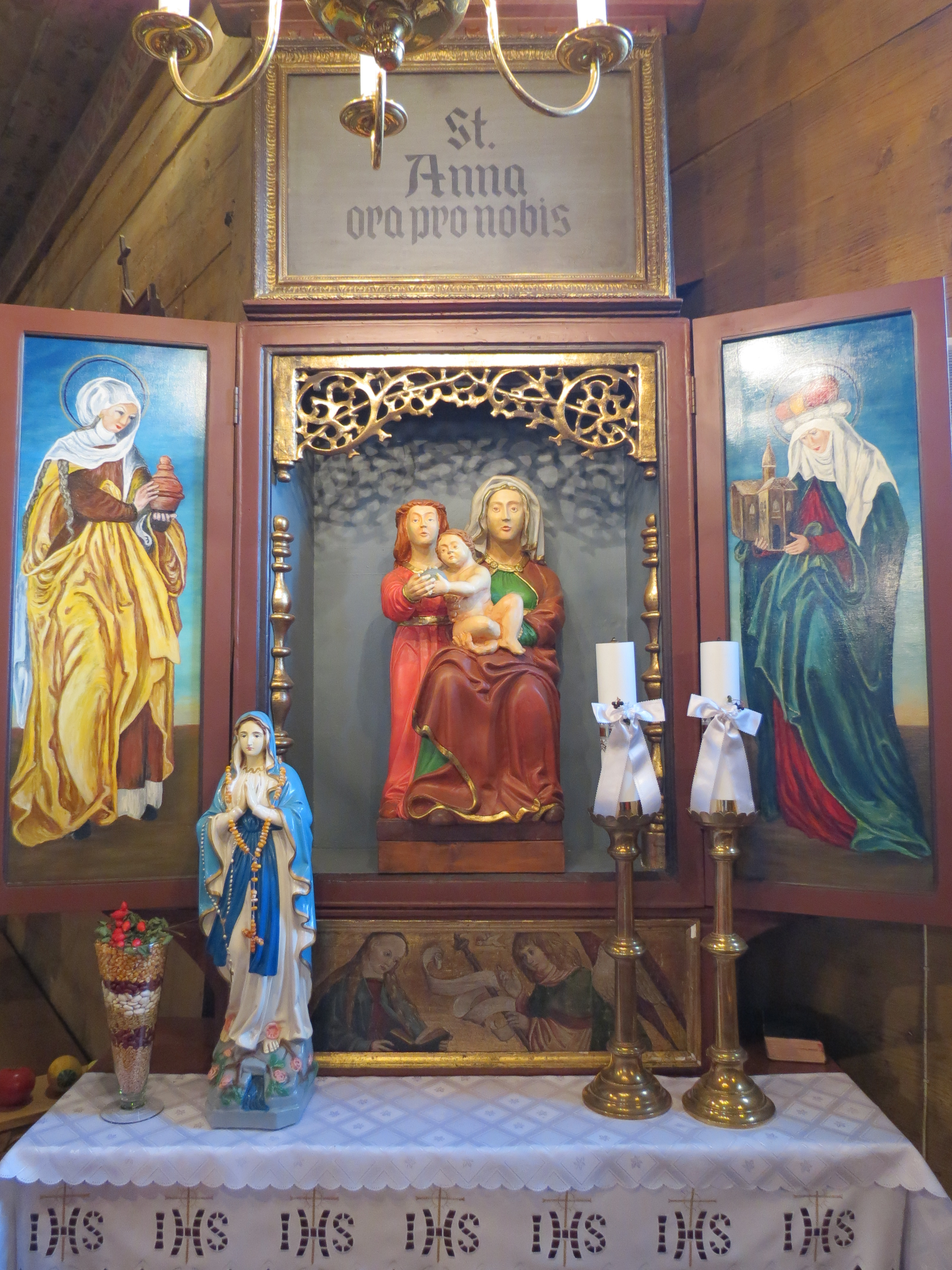
Triptych (epištolní strana)
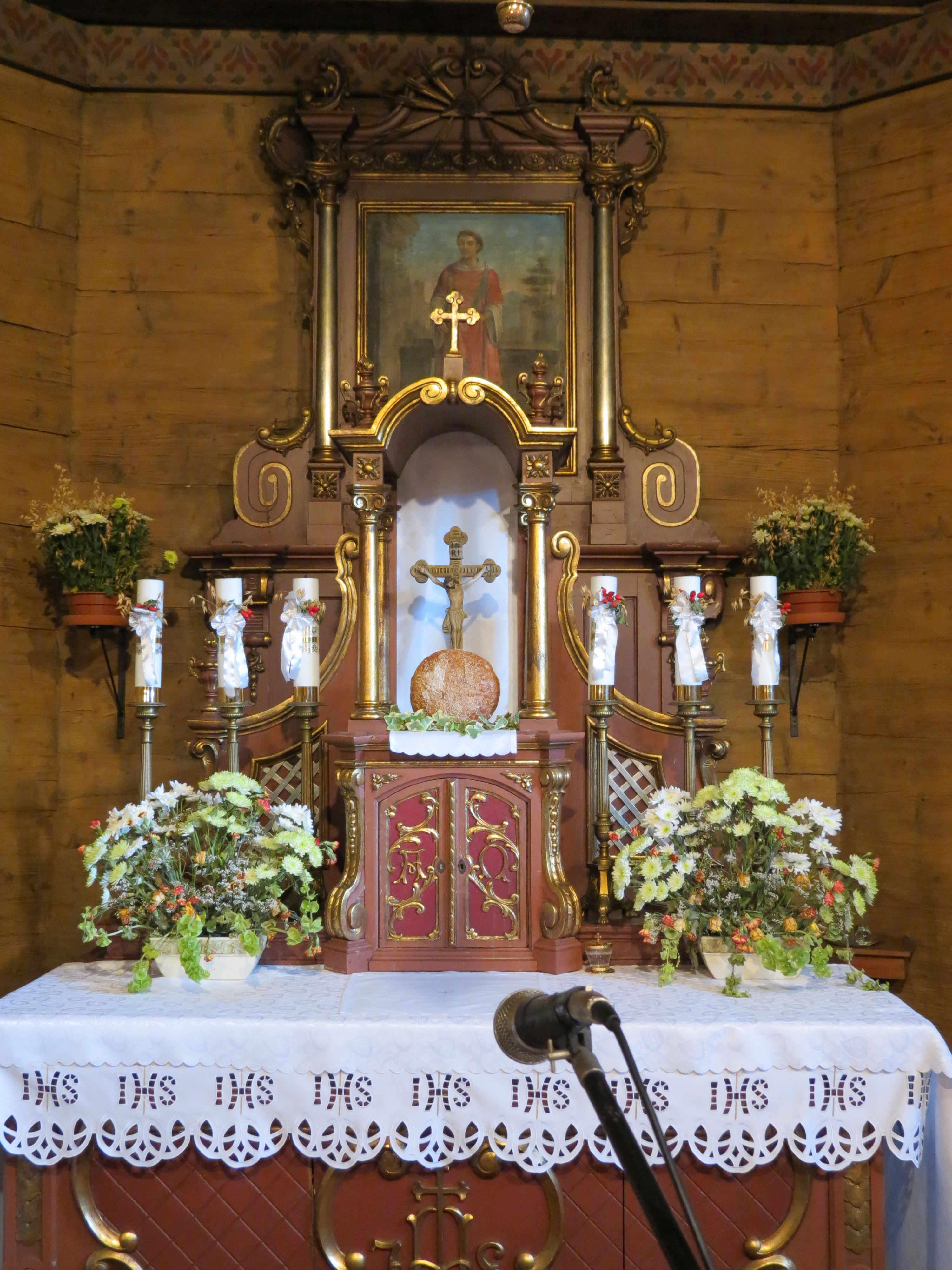
Hlavní oltář
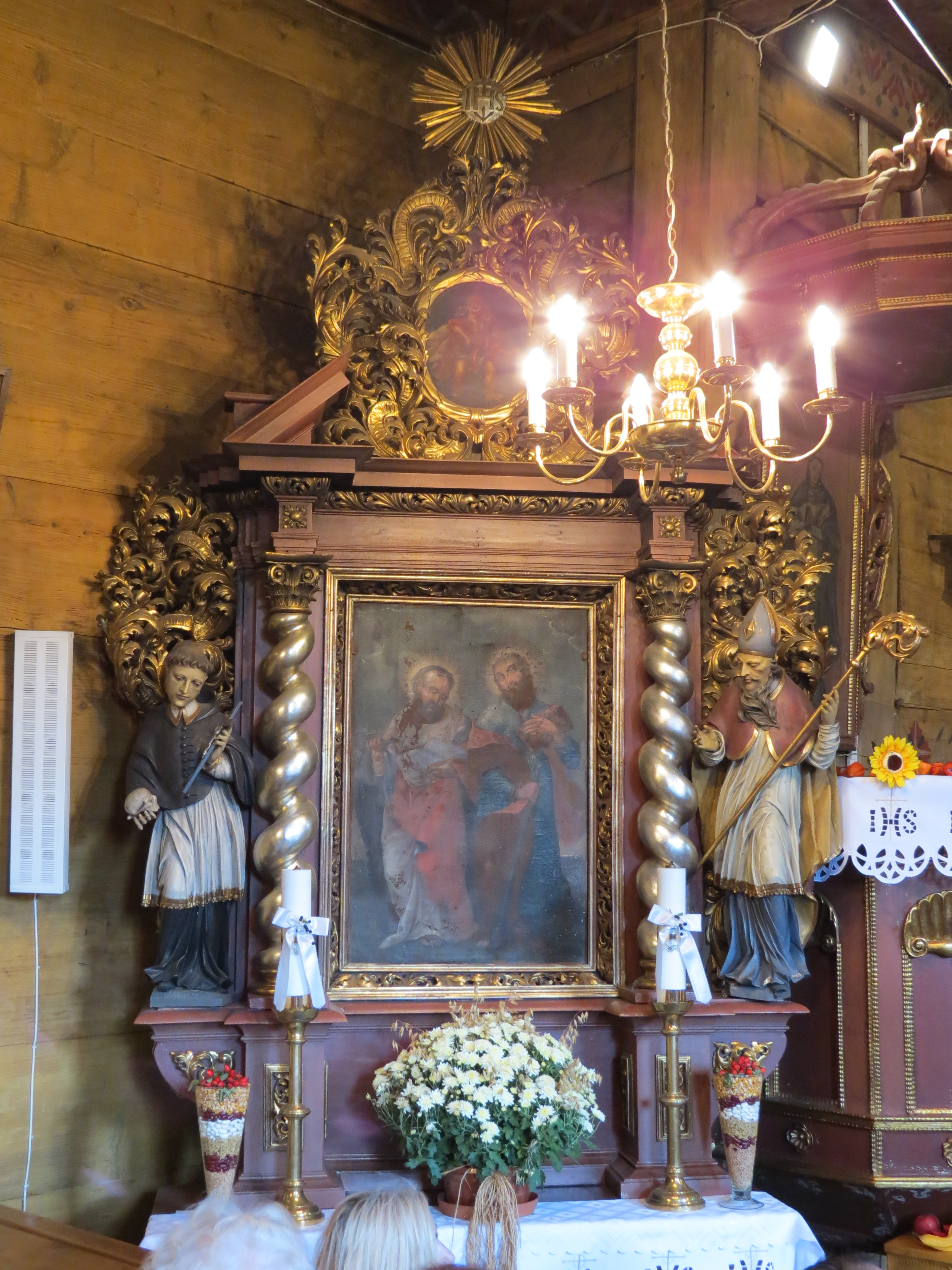
Boční oltář na evangelijní straně
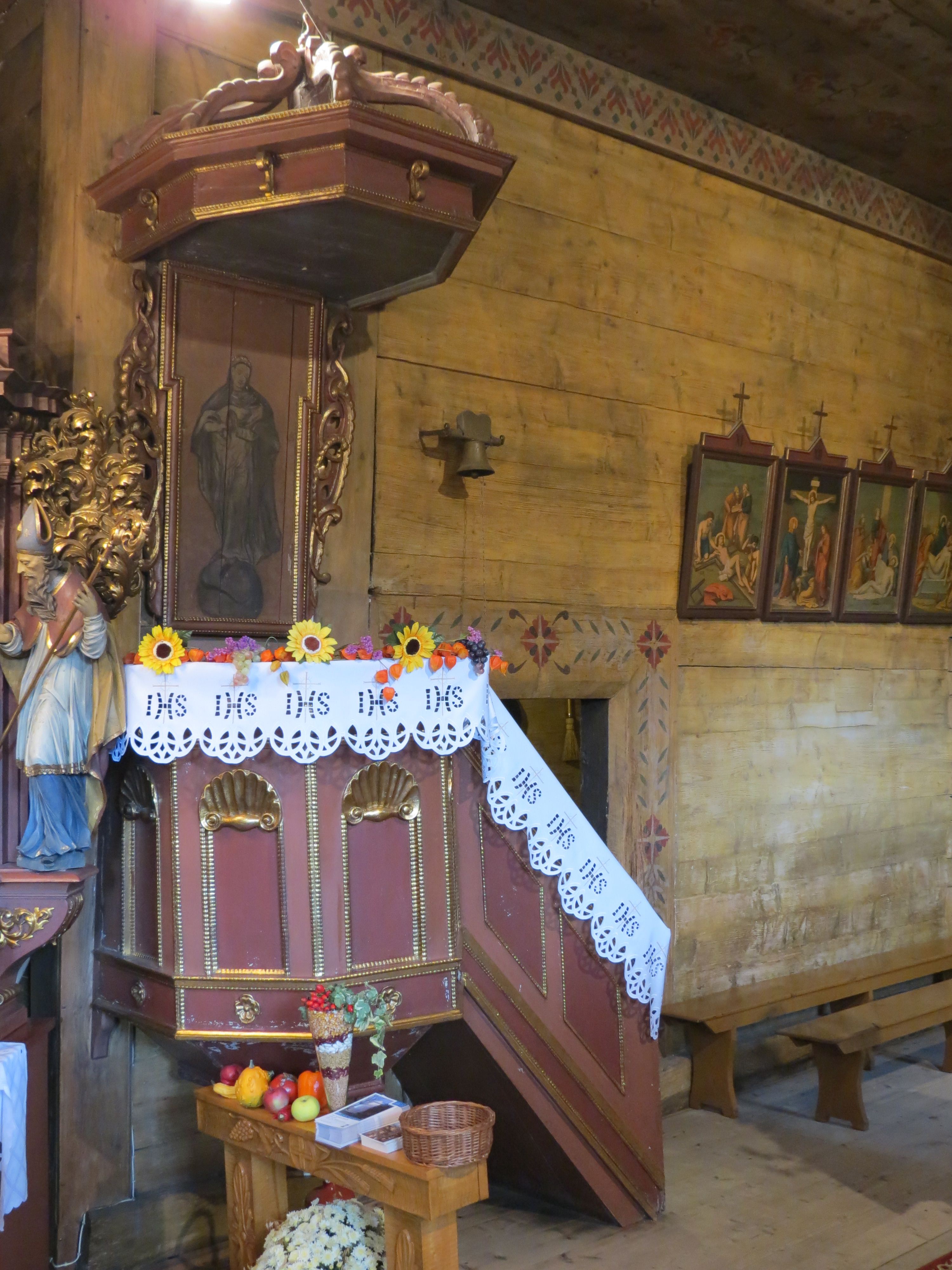
Ambon
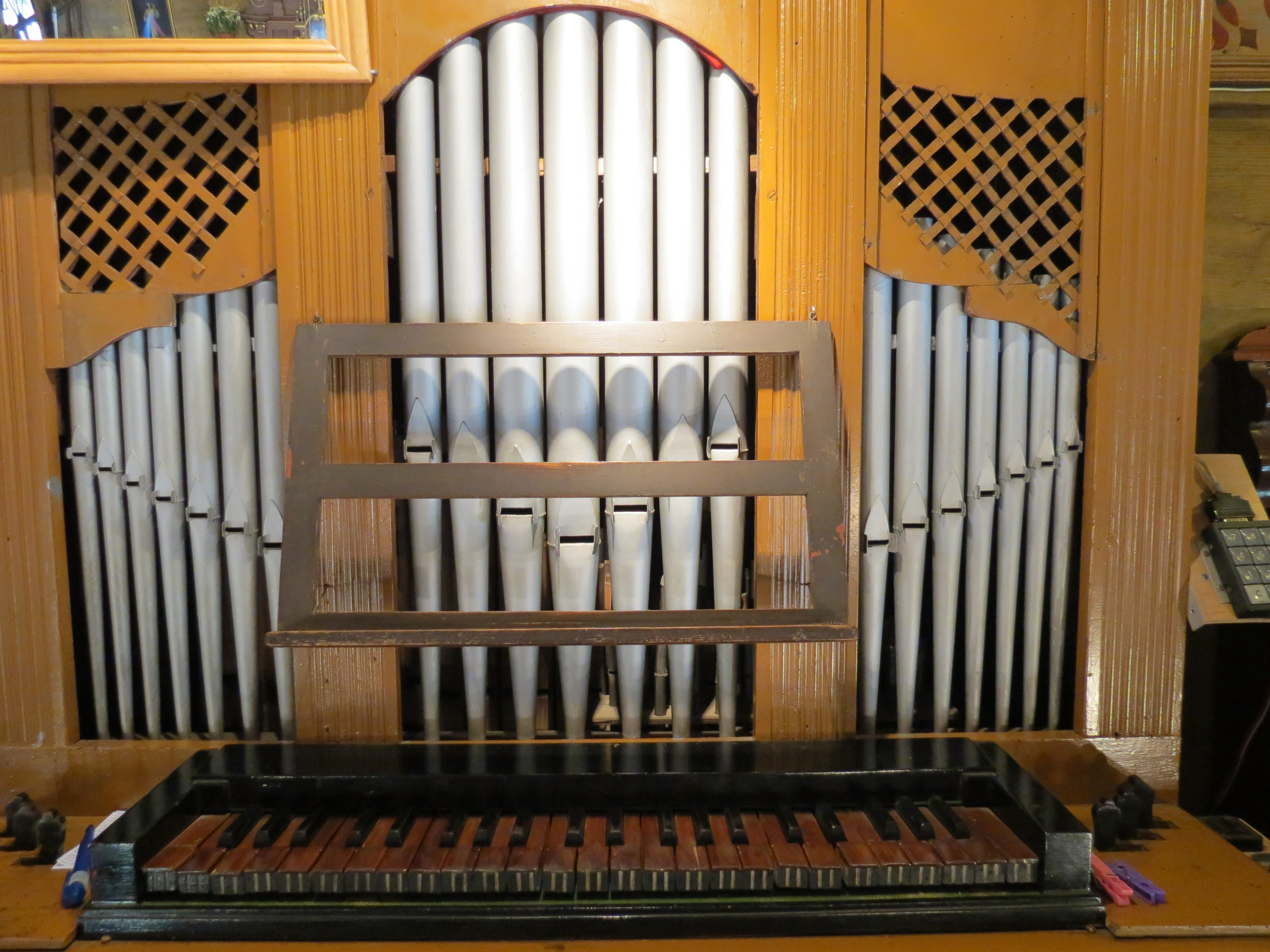
Varhany